# Fernán Pérez de Ayala
Fernán Pérez de Ayala (Toledo 1305-Vitoria 15 de octubre de 1385) fue un noble castellano, hijo de Pedro López de Ayala, adelantado mayor de Murcia, y de Sancha Fernández de Barroso.
Fue señor de Ayala, Llodio, Arrastaria, Urcabustaiz y Cuartango, merino mayor de Guipúzcoa en el reinado de Pedro I de Castilla, merino mayor de Castilla en el de Enrique II, y miembro de la Cofradía de Arriaga.  También fue señor de Torrejón de Velasco, adelantado mayor de Murcia y merino mayor de Asturias. 

## Orígenes familiares
Fue el mejor de todos los de su linage e amava e temia mucho a Dios
Pero López de Ayala

Fue hijo de Pedro López de Ayala (1278-1331) y de Sancha Fernández Barroso, hermana del cardenal Pedro Gómez Barroso de Sotomayor. Su padre fue Adelantado mayor de Murcia, bien como lugarteniente de Juan Manuel o bien en nombre del rey, hasta cerca de 1331. Sus abuelos paternos fueron Sancho López de Ayala y Aldonza de Velascuri y los maternos Fernán Pérez Barroso y Mencía Méndez de Sotomayor.

## Matrimonio y descendencia
Contrajo matrimonio con Elvira de Ceballos, señora de Escalante, una hija de Diego Gutiérrez de Ceballos, tenente en Lerma en 1299, y uno de los caballeros en las Cortes de 1315, ya fallecido en 1352 según el Becerro de las Behetrías, y Juana García Carrillo con quien tuvo la siguiente descendencia:
- Pedro López de Ayala que casó con Leonor de Guzmán.
- Diego López de Ayala, señor de Cebolla, casado con Teresa de Guzmán.
- Juan Sánchez de Ayala, murió sin hijos.
- Inés Alfón de Ayala, señora de Malpica, casada con Diego Gómez de Toledo. Una de sus hijas, Teresa de Ayala, fue amante del rey Pedro I de Castilla.
- Mencía de Ayala, casada con Beltrán Vélez de Guevara, señor de Oñate.
- Juana García de Ayala, mujer de Juan Fernández de Padilla, alguacil mayor de Toledo y camarero del rey.
- Aldonza Fernández de Ayala, casada con Pedro González de Mendoza.
- Sancha Hernández de Ayala, casada con Fernán Pérez de Gandes.
- Elvira Álvarez de Ayala, murió en la infancia.
- Leonor Hernández de Ayala, quien heredó el señorío de Torrejón de Velasco y contrajo matrimonio con Fernando Álvarez de Toledo el Tuerto, II señor de Valdecorneja, bisabuelos de García Álvarez de Toledo y Carrillo de Toledo, I duque de Alba.
- Elvira Álvarez de Ayala, casada con Pedro Suárez de Guzmán, II señor de Batres.

## Vida

### Primeros años

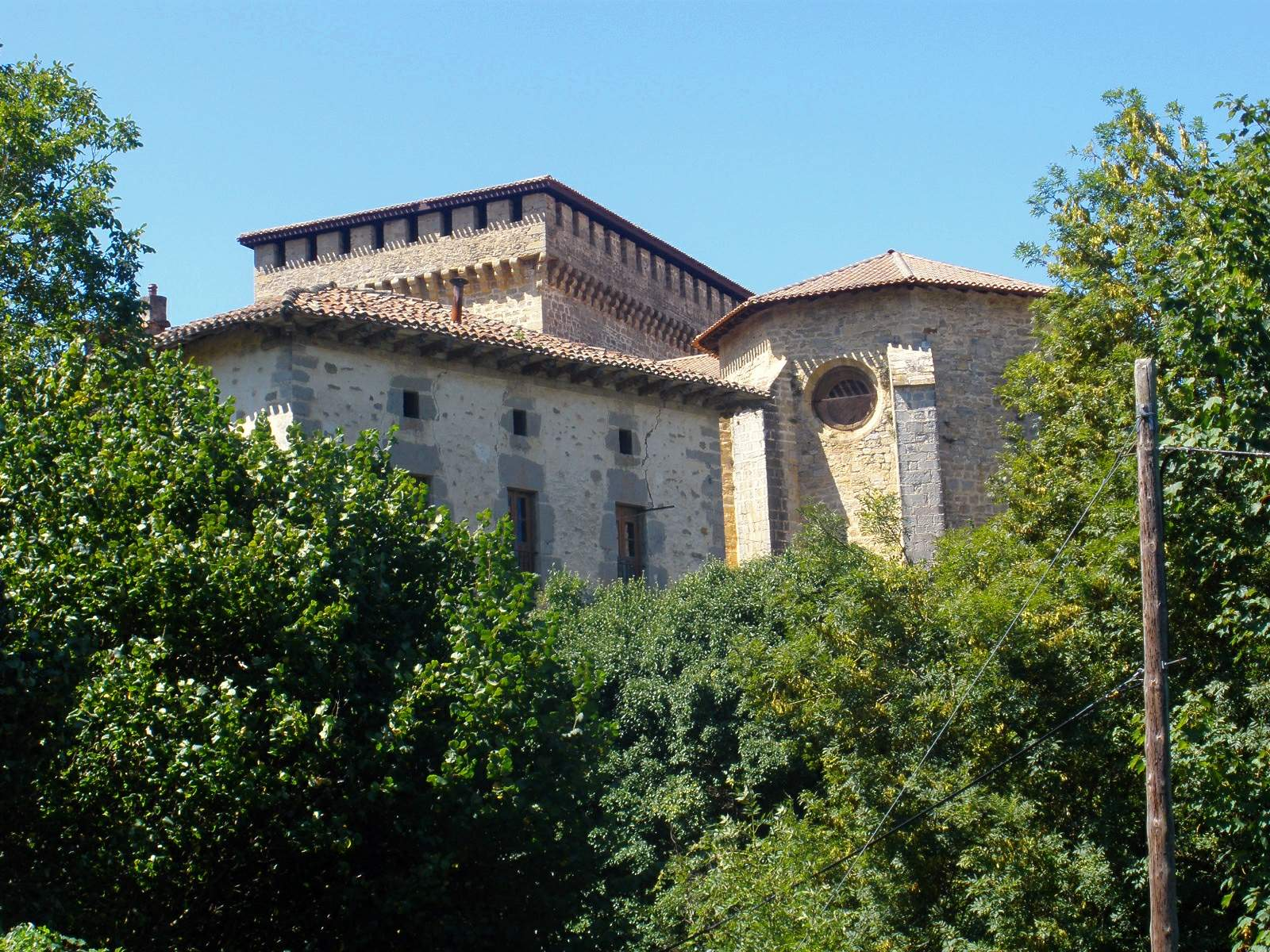
Conjunto palaciego-conventual de la Casa Solar de los Ayala, en Quejana, Álava

Su educación fue confiada a su tío el cardenal Pedro Gómez Barroso de Sotomayor, autor del Libro de los conseios et conseieros, por lo que se trasladó en su infancia a Aviñón, Francia.
Siendo el hijo segundogénito, su padre lo envió a la corte para servir como paje de Leonor de Castilla, futura reina consorte de Aragón por su matrimonio con Alfonso IV.
En 1328, falleció Juan Sánchez de Salcedo el Negro, señor de Salcedo y de Álava, pasando la herencia del señorío a pleítos y luchas por el heredamiento del Mayorazgo de Ayala entre los numerosos sobrinos e hijos naturales del finado, a las cuales y para evitar los abusos del hijo natural, don Juan de Murga (heredad cercana en Ayala donada por su padre en vida) fueron avisados de éllo por parientes afines en necesidad de apoyo, sumándose él y su hermano mayor Sancho Pérez de Ayala desde la Corte en Toledo donde radicaban desde hacía dos generaciones, en valer de que su bisabuela era hermana del abuelo del fallecido, quedando victoriosos en campo tras la derrota y muerte de Juan de Murga, hijo natural del fallecido. A la muerte de su hermano mayor a manos del nieto huérfano de Juan Sánchez de Salcedo, heredó la Casa de Ayala aproximadamente en 1332.
Fue nombrado caballero en Burgos, en 1332 durante la ceremonia de coronación del rey Alfonso XI de Castilla quien le confirmó en el señorío de Álava, en cuanto esta región se unificó a la corona de Castilla.

### Actividades políticas
Su vida ejemplifica el surgimiento de un nuevo tipo de nobleza, orientada a los servicios a la monarquía; obtención de prebendas: señoríos y rentas; unificación e institucionalización del linaje con la creación del mayorazgo; búsqueda de enlaces matrimoniales con linajes afines.

Uníanse en él maravillosamente el genio diplomático, la gracia señorial, las aficiones literarias de los Barrosos, con el valor sereno y cauto de los Ayala
Juan de Contreras y López de Ayala, marqués de Lozoya

Tuvo varios cargos diplomáticos, siendo embajador en Aragón en 1349, e incluso antes embajador en Francia. Se encontró en el cerco de Gibraltar en 1349. En 1352 pacificó Las Encartaciones vizcaínas, por orden del rey Pedro I de Castilla, tomándoselas a Juan Núñez de Lara. Este mismo año fue testigo en Soria a la firma del tratado de paz con Aragón.
En 1354 fue uno de los líderes de los nobles castellanos que cuestionaron a Pedro I de Castilla su actitud con la reina Blanca de Borbón en Tejadillo; reunión en la que se presentó a la monarquía una nueva estructura de gobierno.
En la guerra civil entre Pedro I de Castilla y su hermano Enrique de Trastamara, participó primero a favor del rey, apoyándole en 1362 en la batalla de Guadix. Sin embargo, cambió de bando en 1366 junto con su hijo Pero, luchando y apoyando a Enrique en la batalla de Nájera (1367). Participó en el sitio de Toledo en 1369. Enrique II lo recompensó con el Adelantamiento mayor de Murcia en 1370, y después el merindaje mayor de  Asturias.

### Últimos años
A partir de 1371, ya contando con 66 años de edad, se retiró a su señorío de Ayala, que había incrementado en 1349 comprando a Leonor de Guzmán los valles de Llodio, Orozco y Oquendo, junto con la casa fuerte de Marquina y los palacios de Abendaño y Burceña. Había recibido anteriormente de Pedro el Cruel, el valle de Cuartango. Enrique II de Castilla, les confirmó la posesión de Llodio, Orozco y el monasterio de Respaldiza.
Preparando su sucesión, otorgó fuero a Ayala, fundó el mayorazgo de la Casa de Ayala el 12 de diciembre de 1373 a favor de su hijo Pero, fundó el monasterio dominico de Quejana donde profesó antes del 12 de febrero de 1378, año en que otorgó su tercer testamento, en la orden dominicana retirándose ahí hasta su fallecimiento en 1385 a la edad de ochenta años.
En 1371 había publicado su obra, «Libro del linage de los Señores de Ayala desde el primero que se llamo Don Vela hasta mi don Fernan Perez que le fiz a honrra e gloria de Dios, e pro de mio linage, e para que sean buenos e homildes e sirvan a Dios, e al Rey los que de mi vinieren. El qual fue copilado el año de la Natividad de MCCCLXXI, corriendo la era de MCCCCIX años», para mayor gloria de su linaje.
Fue sepultado en Quejana, en la capilla de la Virgen del Cabello, al lado de su esposa. Antes había donado al monasterio, el relicario de la Virgen del Cabello que había heredado de su tío el cardenal, reliquia conservada en el convento.
Le sobrevivieron un hijo, seis hijas, y varios nietos y bisnietos, algunos de los cuales se convirtieron en los ancestros de la mayoría de las casas reales de Europa.